# Sergueï Ling
Siarhieï Linh
Pour les articles homonymes, voir Ling.
Sergueï Stépanovitch Ling (en russe : Серге́й Степа́нович Линг ; en biélorusse : Сяргей Сцяпанавіч Лінг, Siarheï Stiapanavitch Linh), né le 7 mai 1937 à Minsk est un homme d'État soviétique puis biélorusse. Diplômé d'économie à l'Académie d'agriculture de la RSS biélorusse puis diplômé de l'école supérieure du parti communiste d'union soviétique en 1976, il est ingénieur agronome au début de sa carrière et commence sa carrière politique dans des instances locales puis centrales dans le domaine de l'agriculture.
Il est le Premier ministre de Biélorussie du 18 novembre 1996 au 18 février 2000 (dans un premier temps par intérim après la démission de son prédécesseur Mikhaïl Tchiguir) puis représentant permanent de la Biélorussie aux Nations unies de 11 août 2000 au 16 octobre 2002.

## Mandats et fonctions politiques

### République socialiste soviétique de Biélorussie
- Président du Comité d'État à la régulation des prix (1986-1991)[1]
- Vice-président du Comité d'État à la planification économique (1986-1991)[1]
- Vice-président du Comité législatif du district de Minsk (1982) [1]

### Biélorussieindépendante
- Vice-président du Conseil des ministres de Biélorussie (1994-1996)[1]
- Premier ministre de Biélorussie (1996-2000)